# 프랑스의 고속도로

프랑스의 오토루트 노선도

프랑스의 고속도로는 프랑스어로 오토루트(프랑스어: Autoroute)라고 한다.

## 개요
법률에 의한 구분은 없지만, 고속도로법 (1955년 4월 18일 법률55-435호 제정)에 근거하며, 국도 중에서 자동차 전용도로로 유출입이 제한되고 있는 도로를 말한다. 프랑스에서는 도로는 무료라는 원칙을 가지고 있지만, 특별할 경우는 허가 회사가 유료도로를 건설할 수 있는 것으로 여겨졌기 때문에(고속도로법), 고속도로는 사실상 유료제이다. 단, 공공성의 관점에서 무료이어야 할 도로나 기능상 중요한 노선, 소위 도시고속도로나 항만도로, 국경근교의 도로는 무료이다. 유료부분의 노선연장은 약 12,000km이다.

## 제한 속도
통상 제한 속도는 130km/h이며, 우천시에는 110km/h, 강설 때는 시속 50km/h이다.

## 목록
기본적으로 위치한 지역에 따라 번호대가 나뉜다(일부 예외 있음).
- 0/10번대 : 파리를 중심으로 한 간선 고속도로들이다.
- 20번대 : 프랑스의 북부에 위치한 고속도로들이다.
- 30번대 : 프랑스의 동북부에 위치한 고속도로들이다.
- 40번대 : 프랑스의 동남부에 위치한 고속도로들이다.
- 50번대 : 프랑스의 남부에 위치한 고속도로들이다.
- 60번대 : 프랑스의 서남부에 위치한 고속도로들이다.
- 70번대 : 프랑스의 중앙부에 위치한 고속도로들이다.
- 80번대 : 프랑스의 서부에 위치한 고속도로들이다.
- 세자리수 : 지선 고속도로들이다.